# سیلوانیا واترز، نیو ساوت ولز
سیلوانیا واترز (به انگلیسی: Sylvania Waters) یک حومه شهر در استرالیا است که در نیو ساوت ولز واقع شده‌است.